# Repsol
Repsol S.A. (bis Mai 2012 Repsol YPF, S.A.; Refineria de Petróleos de Escombreras Oil Yacimientos Petrolíferos Fiscales, Sociedad Anónima) mit Sitz in Madrid ist ein börsennotierter integrierter Erdölkonzern mit Aktivitäten in 29 Ländern. Repsol ist Marktführer in Spanien und beschäftigt weltweit rund 25.000 Mitarbeiter. Es ist eines der zehn größten privaten Mineralölunternehmen der Welt und erzielte 2022 bei einem Jahresumsatz von 74,83 Mrd. € einen Nettogewinn von 4,25 Mrd. €.

## Aktivitäten
Der Konzern arbeitet in folgenden Sektoren:
- Exploration und Produktion
- Raffinerie und Vertrieb
- Chemie
- Erdgas

Mit einer Raffineriekapazität von 1,2 Mio. Barrel pro Tag verfügt das Unternehmen über neun Raffinerien, wovon sich fünf in Spanien, drei in Argentinien und eine in Peru befinden. Außerdem besitzt es bedeutende Beteiligungen an einer weiteren Raffinerie in Argentinien und zwei weiteren in Brasilien. Um die Erkundung (Exploration) neuer Ölvorkommen vor der brasilianischen Küste zu finanzieren, verkaufte Repsol im Jahr 2010 40 Prozent ihrer brasilianischen Tochter an die chinesische Sinopec.

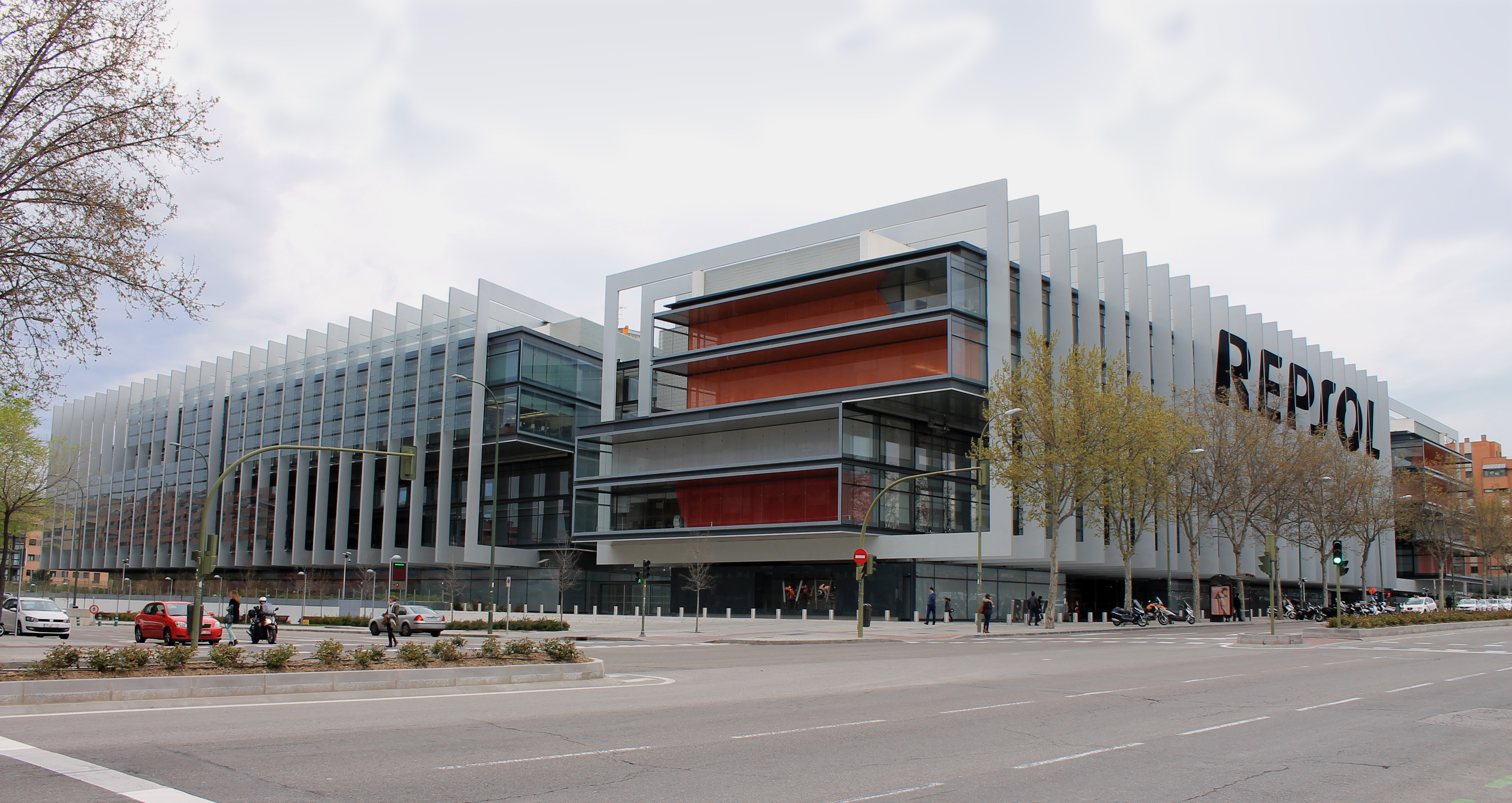
Repsol-Zentrale in Madrid

Repsol vertreibt seine Produkte über ein weitreichendes Netz von mehr als 6900 Tank- und Verkaufsstellen in Europa und Lateinamerika, wovon sich allein 3600 in Spanien befinden. Allein in Spanien operiert der Konzern unter drei Marken mit einem eigenen Netz von Tankstellen: Neben der Marke Repsol sind dies die sehr viel ältere Marke Campsa und das mit der Raffinerie in Muskiz (Provinz Bizkaia im Baskenland) verbundene Netz der Petronor in Nordspanien.
Im Flüssiggasgeschäft verkauft Repsol nahezu drei Mio. Tonnen jährlich und ist damit die drittgrößte Gesellschaft der Welt. Die Chemieaktivitäten von Repsol werden hauptsächlich an fünf Industriestandorten entwickelt, wovon zwei sich in Spanien und drei weitere in Argentinien befinden. Die wichtigsten Märkte des Konzerns befinden sich in Südeuropa und den Ländern des Mercosur.
Im November 2011 entdeckte Repsol in der patagonischen Formation Vaca Muerta (Provinz Neuquén) ein Erdölfeld; im Februar 2012 schätzte Repsol das Tight-Oil-Volumen dort auf 23 Mrd. Barrel.

## Geschichte

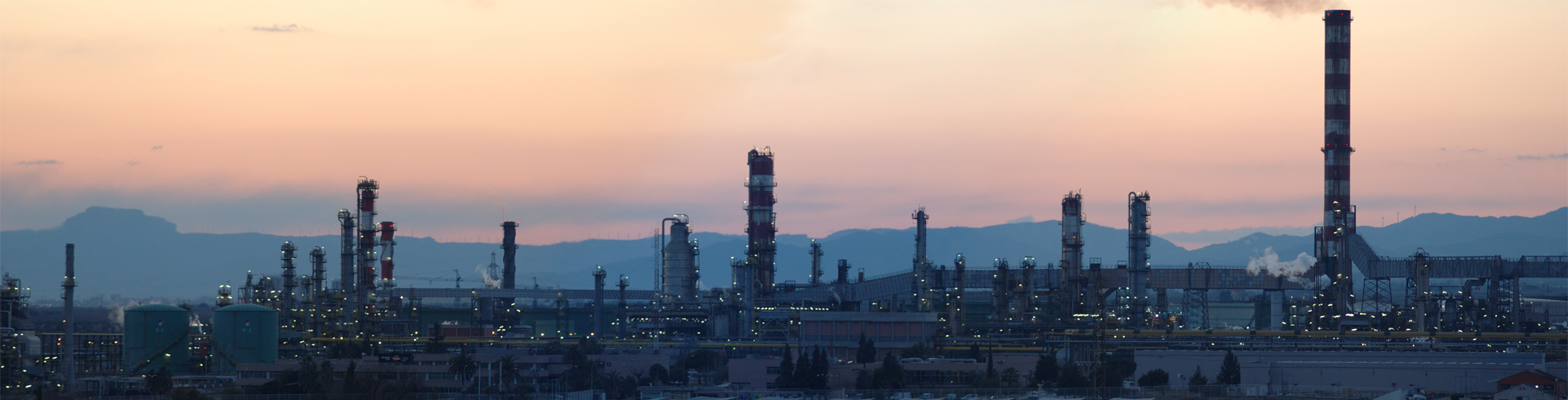
Raffinerie von Repsol bei Tarragona

1981 fasste der spanische Staat seine Erdöl- und Erdgasaktivitäten im Instituto Nacional de Hidrocarburos (dt. Nationalinstitut für Kohlenwasserstoffe, INH) zusammen, gründete 1986 die Repsol S.A., die zunächst vollständig im Besitz des INH war. Das Akronym Repsol stammte ursprünglich von einer Motorölmarke der REPESA (Refinería de Petróleos de Escombreras S.A.), der einen hohen Bekanntheitsgrad in der Öffentlichkeit hatte und daher im Rahmen der Auflösung des staatlichen Ölmonopols und einer angedachten Privatisierung verwendet wurde. 1989 brachte INH 26 % des Kapitals an die Börse. 1991 gründete das INH die Gas Natural, in der die meisten Erdgasaktivitäten zusammengefasst wurden. 1995 wurden weitere 19 % des Kapitals der Repsol an der Börse verkauft. Ein Jahr später bot das INH weitere 11 % der Repsol zum Verkauf an. 1997 wurde mit dem Verkauf der letzten 10 % die Privatisierung der Repsol abgeschlossen. Der spanische Staat behielt allerdings eine goldene Aktie, die ihm bis 2007 weiterhin den Einfluss auf wichtige Standort- und Verkaufsentscheidungen sichert, auf die die Regierung Zapatero im Februar 2006 allerdings ihren Verzicht ankündigte.

### Teilkonzern YPF

Ehemaliges Logo von YPF

Der argentinische Präsident Carlos Menem leitete 1993 durch eine Aktienplatzierung die Privatisierung des Staatsunternehmens YPF ein. Nach dieser Platzierung hielt der argentinische Staat zunächst noch 20 % des Kapitals. Im Jahr 1999 erwarb Repsol dann einen Anteil von 14,99 % vom argentinischen Staat und erhöhte seinen Anteil durch ein Übernahmeangebot auf ca. 99 % des Kapitals; die Aktie von YPF blieb aber weiterhin an der Börse notiert. Die Privatisierung von YPF war in Argentinien in erheblichem Maße umstritten. YPF wurde weitgehend in den Konzern integriert, der in der Folge auch den Namen Repsol YPF annahm.
Im Jahr 2008 verkaufte Repsol unter Druck der damaligen argentinischen Regierung einen Anteil von zunächst 15 % an die argentinische Petersen-Gruppe (später auf 25 % erhöht) und platzierte einen Teil seiner Aktien an der Börse. Im Oktober 2011 war die Kapitalverteilung wie folgt: Repsol (57,43 %), Petersen (25,46 %), Argentinischer Staat (0,02 %), Streubesitz (17,09 %).
Am 16. April 2012 verkündete die argentinische Regierung die sofortige Verstaatlichung eines 51-Prozent-Anteils an YPF. Repsol bezeichnete diese Verstaatlichung als illegal und diskriminierend und kündigte rechtliche Schritte gegen diese Maßnahme an. Im November 2013 einigte sich Repsol mit der argentinischen Regierung auf eine Entschädigung von fünf Milliarden Dollar in argentinischen Staatsanleihen.
Bereits im Mai 2012 hatte das Unternehmen seinen Namen von Repsol YPF zurück in Repsol geändert.

## Börse
Am 31. Dezember 2004 wurden 1.220.863.463 Aktien mit einem Nennwert von einem Euro an der Börse zum Verkauf angeboten, deren Wert an den spanischen Börsen, an der New York Stock Exchange und der Börse in Buenos Aires offiziell notiert wird. Repsol ist in einer Vielzahl von Indizes enthalten, darunter im IBEX 35, dem wichtigsten Börsenindex des spanischen Marktes, und im Dow Jones Euro Stoxx 50.
Nachdem das Unternehmen 2005 noch bekanntgegeben hatte, größere nachgewiesene Reserven als der niederländisch-britische Konkurrent Shell zu besitzen, reagierte der Markt auf das Eingeständnis von Brufau im Januar 2006, die Reserven um 1,254 Mio. Barrel oder ca. 25 % abzuwerten, mit einem Kurssturz.
Repsol hatte im Februar 2006 einen Börsenwert von 27 Mrd. €.
Mit 20 Prozent ist der spanische Baukonzern Sacyr Hauptaktionär bei Repsol; allerdings hatte Sacyrs CEO Luis Del Rivero den Kauf der Repsol-Aktien seinerzeit mit einem Milliardenkredit finanziert und drängte deshalb auf eine höhere Dividendenausschüttung. Repsols Vorstandschef Brufau, gestützt von La Caixa, wehrte sich dagegen; er wollte mit den Gewinnen neue Ölfelder erforschen. Um größeren Druck auf Repsol ausüben zu können, schloss Sacyr 2011 ein Abkommen mit einem anderen Großaktionär, dem mexikanische Ölriesen Pemex; dieses Vorgehen verurteilte der Aufsichtsrat von Sacyr als aggressiv und entließ Del Rivero. Damit wurde auch die Vereinbarung zwischen Sacyr und Pemex nichtig. Stattdessen schlossen im Januar 2012 Pemex und Repsol eine strategische Allianz.

## Kritik
Beim Entladen eines Tankers liefen am 15. Januar 2022 etwa 10 396 bis 11 900 Barrel (1 Barrel ≈ 159 Liter) Öl in einer Raffinerie von Repsol vor der peruanischen Hauptstadt Lima ins Meer. Hohe Wellen nach der Eruption des Vulkans Hunga-Tonga-Hunga-Ha'apai auf Tonga hätten laut Repsol den Unfall verursacht. 21 Strände wurden kontaminiert und zahlreiche Tiere vom ausgelaufenen Öl verschmutzt. Nach Angaben von Repsol wurden bislang über 10 000 Kubikmeter verschmutzter Sand abgetragen – das entspricht mehr als 2000 Containern. Bei den Arbeiten kamen 73 schwere Maschinen, neun Skimmer zum Abschöpfen des Öls von der Meeresoberfläche, 27 Schiffe und 4400 Meter Ölsperren zum Einsatz. Repsol steht in der Kritik zu spät auf das Unglück reagiert und außerdem zu Beginn falsche Angaben über den Umfang gemacht zu haben. Dagegen wirft Repsol den zuständigen Behörden vor, nicht vor den starken Wellen gewarnt zu haben. Die peruanische Regierung rief einen 90-tägigen Umwelt-Notstand aus und untersagte mehreren leitenden Angestellten der peruanischen Repsol-Tochter das Land zu verlassen.
Im August 2022 meldete die BBC, die peruanische Verbraucherschutzbehörde verklage Repsol wegen der Ölpest. In der Zivilklage würden 3 Mrd. US-Dollar für Umweltschäden und 1,5 Mrd. US-Dollar für die geschädigten Anwohnern gefordert.

## Leitung
Nach dem Rücktritt von Alfonso Cortina wurde im Oktober 2004 Antonio Brufau Niubó, der frühere Präsident von Gas Natural, an der Repsol 30,8 % der Anteile hält, zum Präsidenten der Gesellschaft nominiert.

## Sponsoring
Repsol sponsert unter anderem das Honda-Werksteam (Repsol Honda Team) in der MotoGP-Klasse der Motorrad-Weltmeisterschaft und das Rallye-Werksteam von Mitsubishi.
Bis 2012 war Repsol Hauptsponsor bei dem Werksteam von Seat bei der WTCC.
Repsol war bis 2011 das empfohlene Öl für Fahrzeuge der Marke Seat, wo es ab 2012 von Castrol abgelöst wurde. Auch die Werks-Erstbefüllung der von Seat im Werk Martorell gebauten Seat- und Audi-Fahrzeuge ist bis heute von Repsol.